# 付少云
付少云（1976年12月17日—2010年9月26日），是一名中華人民共和國公安机关的交通警察，在一場交通意外中殉職，被认定为烈士，葬於韶关烈士陵园。

## 生平
付少云在2005年加入中國共產黨，2008年調到韶关市公安局交通警察支队；他甚少休假，为警廉洁，并曾多次獲得嘉獎。有曾与付少云共事的民警指，付少云曾在正被司机修理的货车旁守候3小时，以避免發生意外。
2010年9月26日，京港澳高速公路發生交通事故，付少云接報到場，後來在现场約0.8公里外发现有两辆半掛車停在行车道上，亦有群众站在路面上；突然，有一架大型車輛衝向人群，付少云立即推開群众，又叫他們闪避，自己則當場死亡。付少云之死被中華人民共和國媒體讚揚為捨身保護群众的舉動，中央电视台、《南方日报》等多家傳媒均有報導其殉職一事；他被追授「韶关市优秀共产党员」，廣東省人民政府亦认定其为「烈士」。